# Barry Bannan
Barry Bannan (nacido el 1 de diciembre de 1989) es un futbolista profesional escocés que juega de centrocampista para el Sheffield Wednesday de la EFL Championship.
Es internacional absoluto con Escocia, y ha representado a los equipos sub-21 y B. Comenzó su carrera en Aston Villa, desde donde Bannan también jugó cedido en el Derby County, Blackpool y Leeds United. Es jugador de Sheffiel Wednesday desde agosto de 2015, equipo con el que ha jugado un total de 421 partidos y ha anotado 33 goles(datos a noviembre de 2024).

## Trayectoria

### Primeros años
Nacido en Airdrie, Bannan comenzó a jugar en el equipo local de los jóvenes del Club Lenzie Juventud. En 1999, como recogepelotas de nueve años de edad, de Albion Rovers, llegó a la prominencia durante un partido contra Montrose, cuando después de ir a buscar la pelota, comenzó a hacer juegos malabares y luego lo arrojó sobre la cabeza de un jugador de Montrose corriendo hacia él . El poco de habilidad enviado a la multitud y salvaje Albion Rovers presidente Davie Shanks estaba impresionado, diciendo: "Él es el mejor jugador ahí afuera". Bannan más tarde se unió al equipo juvenil del Celtic en 2002, hasta los catorce años cuando decidió aceptar una oferta de prueba de Aston Villa. Mientras que a juicio de la Academia de Inglés del club, participó en el Torneo Ergenzingen en Alemania. El equipo juvenil Villa ganó el torneo cortesía de una victoria de 1-0 final sobre el FSV Mainz, con Bannan ser nombrado jugador del torneo. Poco después, el joven escocés se le ofreció un contrato de dos años con el club.

### Aston Villa
En la temporada 2007-08, anotó 13 goles en 32 partidos para el Villa Academy, al ganar el título de la liga Premier Academy, además de jugar para el equipo de la reserva, ya que ganó la Premier Reserve League South. Tras finalizar la temporada, firmó un contrato profesional de dos años con el club. En noviembre fue nombrado "Jugador Joven del Mes" por la emisora local de radio BBC WM, el primer jugador de Villa en ganar el premio dos veces. Su debut en el primer equipo llegó el 17 de diciembre, como suplente en la derrota 1-3 de fase de grupos de la Copa UEFA contra Hamburgo SV alemán,  en el Volksparkstadion, e hizo su debut en la primera ronda de la misma competición de 32, una derrota 0-2 Visitante en Rusia contra CSKA Moscú , el 26 de febrero de 2009.

### Derby County (préstamo)
Bannan se unió al Derby County en calidad de préstamo por un mes en marzo de 2009. Marcó en su debut con los Rams, su primer gol de liga competitiva, en la derrota por 2-4 a Sheffield United en Bramall Lane y su préstamo se extendió hasta el final de la temporada, lo que hizo un total de diez partidos, marcando un gol. Bannan fue capaz de volver al lado Aston Villa reserva que fueron campeones de la Premier Reserve League South, y jugó en la victoria por 3-1 sobre el Premier Reserve League North Sunderland reservas ganadores en la final del play-off.

### Blackpool (préstamo)
En noviembre de 2009 se unió a Bannan Campeonato lado Blackpool en calidad de préstamo, haciendo su debut como sustituto en el minuto 87 el 1-1 derby West Lancashire con Preston North End en Bloomfield Road. Su debut se produjo en la victoria por 3-0 al Middlesbrough, el 8 de diciembre. En enero de 2010 el préstamo se extendió hasta el final de la temporada, y dos días más tarde Bannan anotó su primer gol para el club, con un globo de 30 yardas, en un empate 1-1 a domicilio al Coventry City. En febrero de 2010, Bannan fue uno de los tres jugadores, junto con Ishmel Demontagnac y Neal Eardley, disciplinado por Ian Holloway, cuando se les pudo ver en una discoteca dos días antes en Blackpool tras la derrota en casa para Leicester City. Bannan entró en lugar de los dos minutos finales en Wembley como Blackpool ganó el Campeonato del play-off final contra Cardiff City y promoción asegurada a la Liga Premier.

### Primer avance en los villanos
Bannan regresó a Villa en la temporada 2010-11, e hizo su debut en la Liga Premier en la jornada inaugural de la temporada, que se presenta como un sustituto minuto 89 contra el West Ham United. Él anotó su primer gol de Villa en un partido de clasificación Europa League contra el Rapid de Viena. El 6 de noviembre, Bannan fue entregado su primera apertura de la temporada ante el Fulham y comenzó a las dos siguientes partidos contra Blackpool y Manchester United. Se le dio una racha de partidos en el primer equipo por el director Gérard Houllier, debido a la ausencia de muchos jugadores del primer equipo por lesión. Bannan anotó su primer gol en la Liga Premier de Villa con una pena de 57 minutos contra Queens Park Rangers en Loftus Road el 25 de septiembre de 2011.

### Leeds (préstamo)
El 7 de marzo de 2011, Bannan se unió a Leeds United en calidad de préstamo hasta el final de la temporada 2010-11. Bannan hizo su debut como sustituto Leeds segunda mitad contra Preston North End. Hizo su debut como local en Elland Road, el 12 de marzo como un sustituto de la segunda mitad contra el Ipswich Town. Bannan fue llamado de su cesión al Leeds el 28 de abril de 2011.

### Vuelta al Villa
Desde que volvió al el club de Birmingham ha ganado la titularidad tanto con el escocés Alex McLeish(quien fue despedido) como con Paul Lambert (otro escocés). Con Alex McLeish terminó 16º siendo suplente en la gran mayoría de los partidos y no tuvo grandes resultado en las demás competencias. Con Paul Lambert que está teniendo una temporada irregular, pero en la Copa de la Liga de Inglaterra llegó a semi-finales y en la FA Cup no tuvo buenos resultado ya que quedó fuera en la 3ª ronda.

## Clubes
| Club performance | Club performance               | Club performance | League | League | Cup    | Cup    | League Cup | League Cup | Continental | Continental | Total | Total |
| Season           | Club                           | League           | Apps   | Goals  | Apps   | Goals  | Apps       | Goals      | Apps        | Goals       | Apps  | Goals |
| England          | England                        | England          | League | League | FA Cup | FA Cup | League Cup | League Cup | Europe      | Europe      | Total | Total |
| ---------------- | ------------------------------ | ---------------- | ------ | ------ | ------ | ------ | ---------- | ---------- | ----------- | ----------- | ----- | ----- |
| 2008–09          | Aston Villa                    | Premier League   | -      | -      | -      | -      | -          | -          | 2           | 0           | 2     | 0     |
| 2008–09          | Derby County (loan)            | Championship     | 10     | 1      | -      | -      | -          | -          | -           | -           | 10    | 1     |
| 2009–10          | Blackpool (loan)               | Championship     | 22     | 1      | -      | -      | -          | -          | -           | -           | 20    | 1     |
| 2010–11          | Aston Villa                    | Premier League   | 12     | 0      | 1      | 0      | 3          | 0          | 3           | 1           | 19    | 1     |
| 2010–11          | Leeds United (loan)            | Championship     | 7      | 0      | 0      | 0      | 0          | 0          | 0           | 0           | 7     | 0     |
| 2011–12          | Aston Villa                    | Premier League   | 28     | 1      | 2      | 0      | 2          | 0          | 0           | 0           | 32    | 1     |
| 2012–13          | Aston Villa                    | Premier League   | 17     | 0      | 1      | 0      | 1          | 0          | 0           | 0           | 19    | 0     |
| 2013–14          | Crystal Palace FC              | Premier League   | 0      | 0      | 0      | 0      | 0          | 0          | 0           | 0           | 0     | 0     |
| 2014–15          | Bolton Wanderers Football Club | Premier League   | 0      | 0      | 0      | 0      | 0          | 0          | 0           | 0           | 0     | 0     |
| Career total     | Career total                   | Career total     | 96     | 3      | 5      | 0      | 5          | 0          | 5           | 1           | 111   | 4     |